# Sven Lehmann
Sven Lehmann (ur. 27 października 1965 w Bornie, zm. 3 kwietnia 2013 w Berlinie) – niemiecki aktor teatralny, filmowy i telewizyjny.

## Życiorys
W 1990 rozpoczął studia aktorskie w Berlińskiej Akademii Sztuk Drmatycznych im. Ernsta Buscha. W 1994 otrzymał angaż w Theater Bremen. W 1997 przeniósł się do Bayerisches Staatsschauspiel w Monachium, gdzie grał m.in. księcia Leonce’a w spektaklu Leonce i Lena autorstwa Georga Büchnera. Po przeprowadzce do Deutsches Theater w Berlinie grał Edypa i rozpoczął ścisłą współpracę z reżyserem Michaelem Thalheimerem. Pod kierunkiem Thalheimera grał murarza Jana w tragikomedii Szczury Gerharta Hauptmanna. Produkcja została zaproszona na berlińskie spotkanie teatralne w 2008 i otrzymała nagrodę teatralną im. Nestroya. W 2008 był obsadzony jako John Proctor w przedstawieniu Arthura Millera Czarownice z Salem w berlińskim Deutsches Theater. Od 2009 występował także w Staatsoper Unter den Linden. W 2013 powrócił na scenę berlińskiego Deutsches Theater jako Hagen Tronje w spektaklu Friedricha Hebbela Nibelungi: Śmierć Zygfryda.
Jego praca ekranowa ograniczała się do gościnnych ról w niemieckich serialach kryminalnych i drugoplanowych. Zagrał niewielką rolę marynarza w telewizyjnym dramacie wojennym ZDF Ostatni U-Boot (Das letzte U-Boot, 1993) u boku Ulricha Mühe, Ulricha Tukura, Matthiasa Habicha i Barry’ego Bostwicka, a także pojawił się jako Max w melodramacie Margarethe von Trotta Obietnica (Das Versprechen, 1995) z Corinną Harfouch, Otto Sanderem i Anianem Zollnerem.
Zmarł 3 kwietnia 2013 w wieku 47 lat po długiej poważnej chorobie.

## Filmografia

### Filmy
- 1992: Banale Tage jako członek społeczności młodych
- 1993: Ostatni U-Boot (Das letzte U-Boot, TV) jako marynarz
- 1998: 23 (23 – Nichts ist so wie es scheint) jako sprzedawca komputerów
- 1999: Mit fünfzig küssen Männer anders jako trener strategii Tim
- 2007: Illusion (film krótkometrażowy) jako Micha
- 2007: Jagdhunde jako Reschke
- 2009: Hinter den Dünen (film krótkometrażowy)
- 2012: Von Hunden und Pferden (film krótkometrażowy) jako komentator wyścigów
- 2013: Nacht über Berlin (TV) jako Erhart von Kühn

### Seriale TV
- 2004: Der letzte Zeuge jako doktor Karl Nedde
- 2005: Kanzleramt jako Kaganin
- 2008: Tatort: Tod einer Heuschrecke jako Michael Zinger
- 2009: Telefon 110: Fehlschuss jako Pan Mühlmann
- 2009: Wilki z Berlina (Die Wölfe) jako Vater Lehmann
- 2009: Tatort: ...es wird Trauer sein und Schmerz jako Kai Bergmann
- 2011: Telefon 110: ...und raus bist du! jako René Wirth
- 2011: Tatort: Mauerpark jako Gregor Müller
- 2010, 2013: Jezioro Weissensee (Weissensee) jako major Geifel
- 2013: Telefon 110: Vor aller Augen jako Jens Petzold